# Triathlon ai XVII Giochi del Commonwealth
La prima edizione di triathlon ai Giochi del Commonwealth si è svolta nel 2002 a Manchester, Inghilterra, all'interno della diciassettesima (XVII) edizione dei Giochi del Commonwealth .
Tra gli uomini ha vinto il canadese Simon Whitfield, mentre tra le donne il titolo è andato alla connazionale Carol Montgomery.

## Risultati

### Élite uomini
| Pos. | Nome                  | Paese             | Totale  |
| ---- | --------------------- | ----------------- | ------- |
|      | Simon Whitfield       | Canada            | 1:51:57 |
|      | Miles Stewart         | Australia         | 1:52:00 |
|      | Hamish Carter         | Nuova Zelanda     | 1:52:04 |
| 4    | Simon Lessing         | Inghilterra       | 1:52:22 |
| 5    | Chris McCormack       | Australia         | 1:52:46 |
| 6    | Kris Gemmell          | Nuova Zelanda     | 1:52:53 |
| 7    | Andrew Johns          | Inghilterra       | 1:53:21 |
| 8    | Craig Watson          | Nuova Zelanda     | 1:53:25 |
| 9    | Peter Robertson       | Australia         | 1:53:37 |
| 10   | Marc Jenkins          | Galles            | 1:53:40 |
| 11   | Stuart Hayes          | Inghilterra       | 1:53:41 |
| 12   | Rich Allen            | Scozia            | 1:54:03 |
| 13   | David Haines          | Galles            | 1:56:51 |
| 14   | Tyler Butterfield     | Bermuda           | 1:57:01 |
| 15   | Andrew Fargus         | Scozia            | 1:57:11 |
| 16   | Kevin Clark           | Scozia            | 1:58:13 |
| 17   | Rory Mackie           | Zimbabwe          | 1:59:05 |
| 18   | Richard Haines        | Galles            | 1:59:20 |
| 19   | Jocelyn Gascon-Giroux | Canada            | 2:00:26 |
| 20   | Gavin Noble           | Irlanda del Nord  | 2:01:13 |
| 21   | James Amy             | Jersey            | 2:02:26 |
| 22   | Otto David Bell       | Bahamas           | 2:04:23 |
| 23   | Trevor Woods          | Irlanda del Nord  | 2:04:54 |
| 24   | Mark Tosh             | Irlanda del Nord  | 2:05:37 |
| 25   | Dermot Galea          | Malaysia          | 2:05:45 |
| 26   | Christopher Walker    | Gibilterra        | 2:06:15 |
| 27   | Manwel Falcon         | Malaysia          | 2:06:39 |
| 28   | Sigurd Haveland       | Gibilterra        | 2:08:31 |
| 29   | Jason Gooding         | Trinidad e Tobago | 2:13:23 |
| 30   | Muhamad Razani        | Malaysia          | 2:15:03 |
| 31   | Kent Richardson       | Bermuda           | 2:16:40 |
| 32   | Eugene Chan           | Malaysia          | 2:19:16 |
| 33   | Martin Cross          | Isola Norfolk     | 2:35:43 |
| 34   | Dave Savage           | Kiribati          | 2:48:29 |

### Élite donne
| Pos. | Nome                 | Paese             | Totale  |
| ---- | -------------------- | ----------------- | ------- |
|      | Carol Montgomery     | Canada            | 2:03:17 |
|      | Leanda Cave          | Galles            | 2:03:37 |
|      | Nicole Hackett       | Australia         | 2:03:42 |
| 4    | Heather Evans        | Nuova Zelanda     | 2:03:53 |
| 5    | Sharon Donnelly      | Canada            | 2:05:19 |
| 6    | Michellie Jones      | Australia         | 2:05:51 |
| 7    | Michelle Dillon      | Inghilterra       | 2:06:08 |
| 8    | Jodie Swallow        | Inghilterra       | 2:06:22 |
| 9    | Anneliese Heard      | Galles            | 2:06:52 |
| 10   | Evelyn Williamson    | Nuova Zelanda     | 2:07:27 |
| 11   | Julie Claire Dibens  | Inghilterra       | 2:07:51 |
| 12   | Natasha Filliol      | Canada            | 2:08:43 |
| 13   | Catriona Morrison    | Scozia            | 2:10:52 |
| 14   | Bella Comerford      | Scozia            | 2:14:40 |
| 15   | Karen Denise Smith   | Bermuda           | 2:18:36 |
| 16   | Trudi Barnes         | Sudafrica         | 2:19:59 |
| 17   | Julie Murphy         | Irlanda del Nord  | 2:21:02 |
| 18   | Kelly Marie Mouttet  | Trinidad e Tobago | 2:22:02 |
| 19   | Maria Mifsud Bonnici | Malta             | 2:23:19 |
| 20   | Serena Francis       | Isole Cook        | 2:27:37 |